# Lara Escauriza
Lara Escauriza (* 14. Oktober 1998 in Asunción) ist eine paraguayische Tennisspielerin.

## Karriere
Escauriza begann mit zehn Jahren das Tennisspielen und bevorzugt Hartplätze. Sie spielt hauptsächlich auf der ITF Women’s World Tennis Tour, auf der sie bislang einen Einzel- und vier Doppeltitel erringen konnte.
Bei den French Open 2016 erreichte sie mit ihrer Partnerin Ioana Mincă das Achtelfinale des Juniorinnendoppels
Bei den Südamerikaspielen 2018 trat sie im Einzel an, verlor aber bereits in der ersten Runde gegen Mell Reasco González mit 5:7, 6:2 und 6:74
Seit 2020 gehört sie zum paraguayischen Fed-Cup-Team, für das sie bislang dreimal zum Einsatz kam. Von ihren drei Einzel und Doppel konnte sie ein Einzel und zwei Doppel gewinnen.

## Turniersiege

### Einzel
| Nr. | Datum             | Turnier | Kategorie | Belag | Finalgegnerin | Ergebnis |
| --- | ----------------- | ------- | --------- | ----- | ------------- | -------- |
| 1.  | 19. Dezember 2021 | Lambaré | ITF W15   | Sand  | Cadence Brace | 6:3, 6:1 |

### Doppel
| Nr. | Datum              | Turnier         | Kategorie   | Belag | Partnerin          | Finalgegnerinnen                     | Ergebnis |
| --- | ------------------ | --------------- | ----------- | ----- | ------------------ | ------------------------------------ | -------- |
| 1.  | 3. Juni 2017       | Villa del Dique | ITF $15.000 | Sand  | Stephanie Nemtsova | Quinn Gleason Mara Schmidt           | 6:2, 6:3 |
| 2.  | 16. September 2017 | Antalya         | ITF $25.000 | Sand  | Bárbara Gatica     | Suzan Lamens Erika Vogelsang         | 7:5, 6:4 |
| 3.  | 10. November 2017  | Encarnación     | ITF $15.000 | Sand  | Bárbara Gatica     | Nathaly Kurata Thaisa Grana Pedretti | 6:4, 6:4 |
| 4.  | 4. Dezember 2021   | Curitiba        | ITF W15     | Sand  | Noelia Zeballos    | Nathaly Kurata Eduarda Piai          | 6:3, 6:1 |

## Persönliches
Lara Escauriza ist die Tochter des paraguayischen Leichtathletiktrainers und Olympiateilnehmers Claudio Escauriza.